# Сан-Виджильо (титулярная церковь)
Титулярная церковь Сан-Виджильо (лат. Titulus Sancti Vigilii) — титулярная церковь была создана Папой Франциском 28 ноября 2020 года. Титул принадлежит церкви Сан-Виджильо, расположенной в квартале Рима Ардеатино, на виа Паоло ди Доно, которая построена в 1990 году в модернистском стиле по проекту архитектора Лучио Пассарелли. Приход был основан 22 мая 1968 года по указу «Quotidianis curis» кардинала-викария Анджело Делл’Акква и передан сначала духовенству архиепархии Тренто, затем епархиальному духовенству Рима.

## Список кардиналов-священников титулярной церкви Сан-Виджильо
- Хосе Фуэрте Адвинкула — (28 ноября 2020 — по настоящее время).